# Королівський філармонічний оркестр Стокгольма
Королівський філармонічний оркестр Стокгольма (швед. Kungliga Filharmoniska Orkestern i Stockholm) — симфонічний оркестр, який базується в Стокгольмі. Починаючи із 1926 року, основним концертним майданчиком оркестру є Стокгольмський концертний зал.
Був заснований в 1902 як оркестр Стокгольмського концертного товариства, а з 1914 набув статус завдяки державному муніципальну фінансуванню. У 1937 році оркестр став основним оркестром Шведського радіо, з 1957 — Стокгольмський філармонічний оркестр, з 1992 — сучасна назва. У різні роки оркестром керували відомі диригенти (в тому числі, іноземці) — Тур Аулін, Фріц Буш, Антал Дораті, Геннадій Рождественський, Вацлав Таліх, Ганс Шмідт-Іссерштедт. Починаючи з 2008 року, головний диригент Стокгольмської філармонії — фін Сакарі Орамо.
У виконанні оркестру відбулися прем'єри багатьох оркестрових творів шведських та іноземних композиторів, серед них Третя симфонія Ф. Бервальда (1905), Перша (1904), Четверта (1930) і П'ята (1934) симфонії В. Петерсона-Бергера, «Cinq reflets de l'Amour de loin» К. Сааріахо (2002), увертюри «First-Pieces» С. Д. Сандстрема (1994), Сьомої симфонії Я. Сібеліуса (1924).
Серед відомих виступів оркестру — щорічно проходять в травні Стокгольмський міжнародний фестиваль композиторів і Композиторський тиждень, які присвячені творчості одного відповідно іноземного або шведського сучасного композитора, музичний супровід вручення Нобелівських премій та Polar Music Prize.

## Головні диригенти
- Тур Аулін (1902—1910)
- Георг Шнеєвойгт (1915—1924)
- Вацлав Таліх (1926—1936)
- Фріц Буш (1937—1940)
- Карл фон Гарагуй (1942—1953)
- Ганс Шмідт-Іссерштедт (1955—1964)
- Антал Дораті (1966—1974)
- Геннадій Рождественський (1974—1977, 1991—1995)
- Юрій Аронович (1982—1987)
- Пааво Берглунд (1987—1990)
- Ендрю Девіс і Пааво Ярві (1995—1998)
- Алан Гілберт (2000—2008)
- Сакарі Орамо (з 2008)